# Pléiades-1B
Pléiades-1B ist ein  italienisch-französischer Erdbeobachtungssatellit. Zusammen mit seinem Zwilling Pléiades-1A ist er Teil des Satellitenprogramms Orfeo.

## Missionen
Studien für die Satelliten begannen im September 2000, und im Oktober 2003 begann die eigentliche Entwicklung. Pléiades-1B wurde am 2. Dezember 2012 vom Centre Spatial Guyanais mit einer Sojus-ST-Rakete ins All gebracht.

## Aufbau und Nutzlast
Der dreiachsenstabilisierte Satellit ist mit einer Kamera mit einem Primärspiegeldurchmesser von 65 cm ausgerüstet, die bei Farb- oder Schwarzweiß-Aufnahmen eine Auflösung von 50 cm und bei multispektralen Fotos eine Auflösung von 2 m erreichen. Die Aufnahmen erfolgen durch fünf Zeilensensoren mit 1500 Pixel Breite für multispektrale und fünf Zeilensensoren mit 6000 Pixel Breite für den panchromatischen Bereich. Die Satelliten und ihre Bahnen wurden so ausgelegt, dass sie zusammen jedes Gebiet der Erde mindestens einmal am Tag aufnehmen können. Er wurde von Thales Alenia Space gebaut und besitzt eine geplante Lebensdauer von fünf Jahren.

## Technische Daten
Der Satellit hat eine hexagonale Grundstruktur und ist mit drei Solarzellenauslegern ausgerüstet. Die Galliumarsenid-Solarzellen liefern etwa 1500 Watt und werden von Lithium-Ionen-Batterien unterstützt. Die Kameras liefern Daten mit 450 Mbits/s, wobei an Bord ein Speicher für 600 Gbit zur Verfügung steht. Die Stabilisierung erfolgt mit Sternsensoren und Gyros.